# Hummus

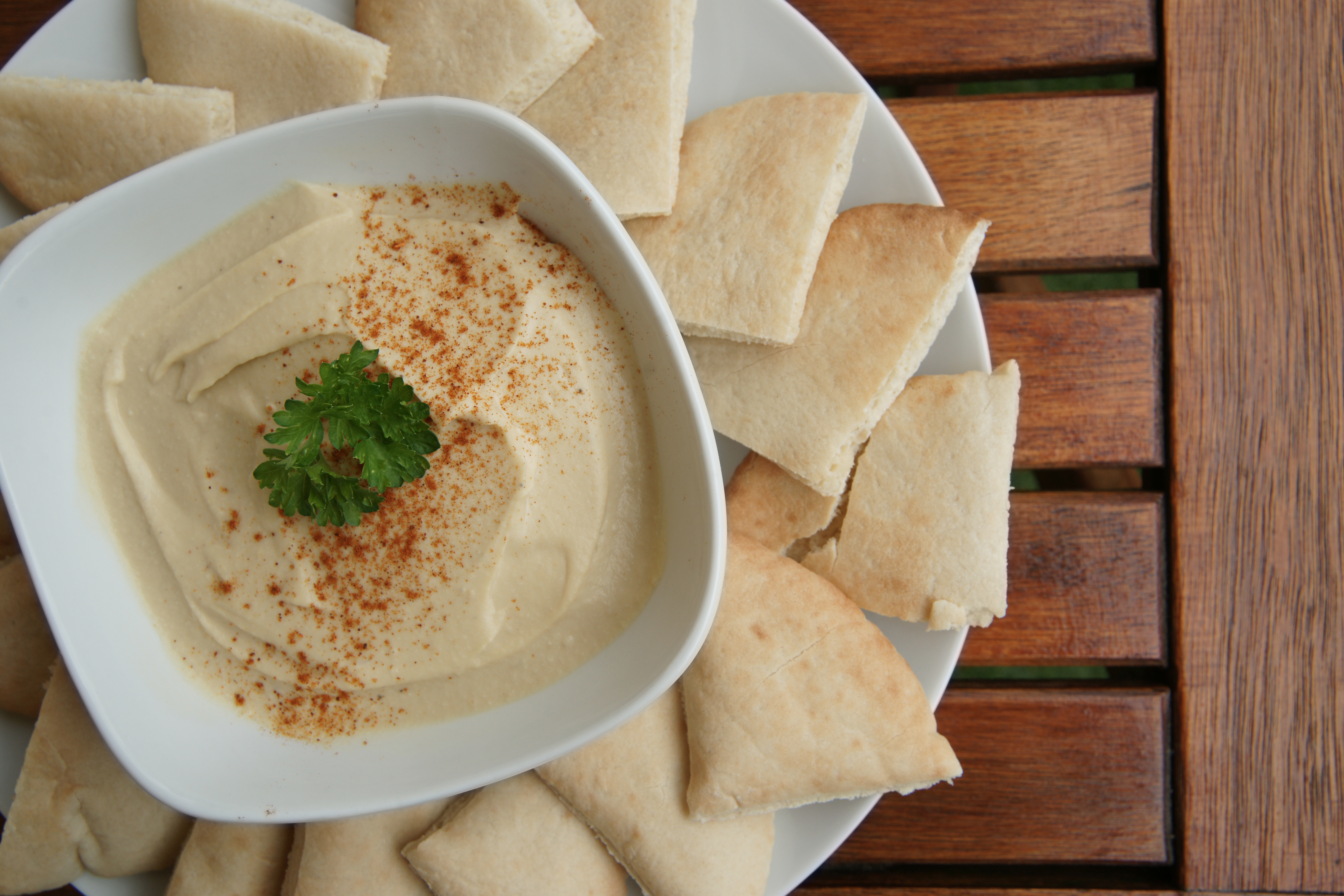
Hummus cu pită

Hummus (arabă حمص‎حمص‎, ebraică חומוס‎, transliterat: 'humus) este o specialitate orientală, care este făcută din piure de năut, pastă de susan (tahini), ulei de măsline, suc de lămâie, sare și condimente precum usturoi și, uneori, chimion. Garnitura standard din Orientul Mijlociu include ulei de măsline, câteva boane de năut întregi, pătrunjel și boia de ardei.

## Etimologie
Cuvântul provine din limba arabă: حمص& însemnând "năut".
Cuvântul în ebraică este חומוס (humus), iar în turcă humus.

## Pregătirea
Năutul, înmuiat peste noapte în apă rece, este fiert până devine moale. Pasta este făcută cu tahini, ulei de măsline și suc de lămâie. Ulterior se condimentează cu usturoi zdrobit, chimion, piper și sare, se amestecă bine (pentru a regla consistența ocazional se utilizează iaurtul) și se servește rece. Suprafața, de obicei, este presată ușor cu o lingură. În final se ornează totul cu pătrunjel, boia dulce și chimion.
În frigider, hummusul se poate păstra pentru mai multe zile.
Hummusul este un aperitiv popular, care  se mănâncă cu lipie subțire, și alte așa-numitele mici aperitive, Mezze (aperitive levantine, spre exemplu Kibbeh, Baba Ghanoush, Fatousch, tabbouleh). Se numără printre mâncărurile naționale în Liban, teritoriile palestiniene, Israel și Siria, dar este răspândit și în întregul Orient Mijlociu. În Turcia, este răspândit în special în regiunea Hatay.

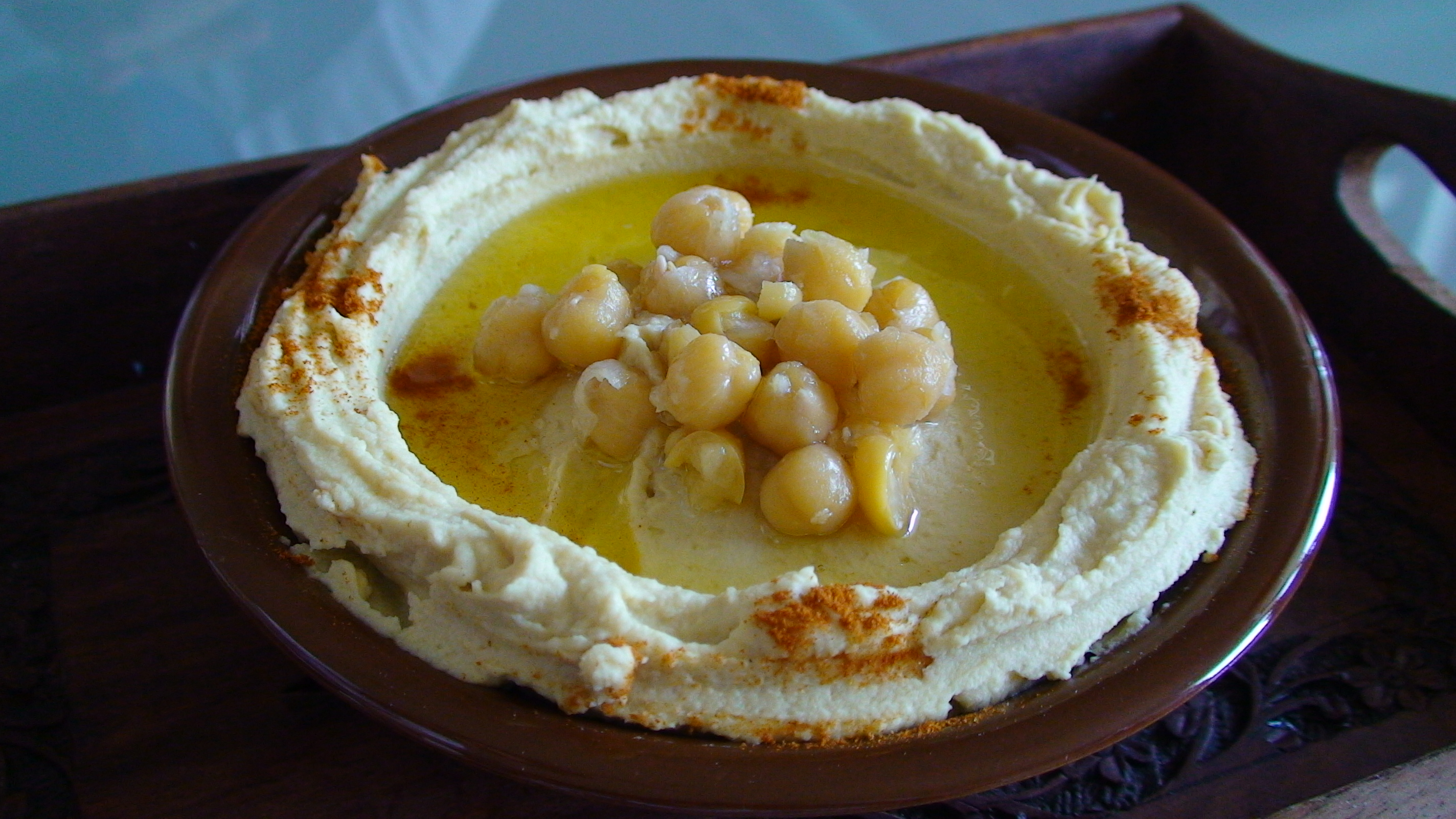
Hummus în Liban

## Nutriție
Năutul, ingredientul principal al hummusului convențional, are cantități apreciabile de fibre dietetice, proteine, vitamina B6, mangan și alți nutrienți.
Pe măsură ce rețetele de hummus variază, la fel și conținutul nutrițional, în funcție în primul rând de proporțiile relative ale năutului, tahini⁠(d) și ale apei. Hummus oferă aproximativ 170 calorii pentru 100 de grame, și este o sursă bună spre excelentă (mai mult de 10% din doza zilnică de referință⁠(<span title="valoarea zilnică|doza zilnică de referință la Wikidata">d)) de fibre dietetice, vitamina B6, și mai multe minerale dietetice⁠(<span title="Mineral (nutrient)|minerale dietetice la Wikidata">d).
Conținutul de grăsimi, în mare parte din tahini și ulei de măsline, este de aproximativ 14% din total; alte componente majore sunt 65% apă, 17% carbohidrați, inclusiv o cantitate mică de zahăr, și aproximativ 10% proteine.

## Filme
- Două Popoare - Un gust: Hummus. Documentar, Germania, 2008, 20 Min., Scenariul și regia: Karin Storch, de producție: 3sat, seria: Pe urmele bucătăriilor, prima transmisie: 12. Mai 2008, în caz de 3sat, rezumat de 3sat.
- Nautul Poveste. (OT: Face Hummus, Not War.) Documentar, Australia, 2012, Filmul: 73 Min., Televiziune: 43:33 Min., Carte și Director: Trevor Graham companie de producție: Yarra Banca Filme, Ned Lander mass-Media, Tăiat Fin Filme, conținutul indicație Arhivat în 21 octombrie 2017, la Wayback Machine. de Berlinale 2013, previzualizare, on-line.